# Sascha Weber (Unihockeyspieler)

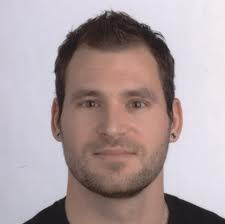
Porträt

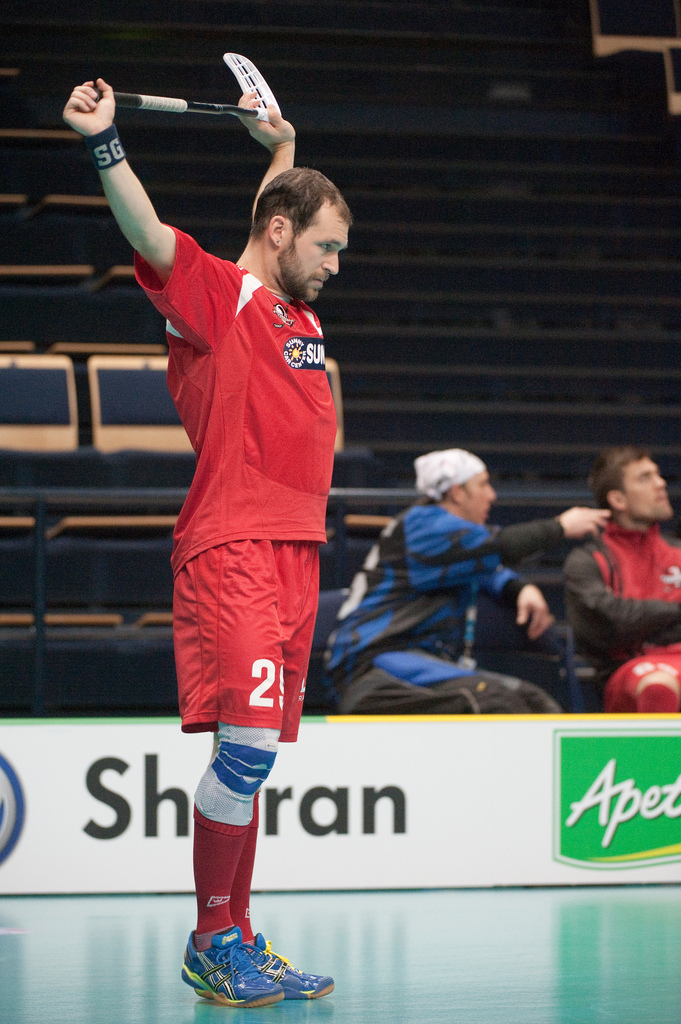
Sascha Weber, 2010

Sascha Weber (* 29. September 1980 in Calgary) ist ein kanadischer Unihockey-Spieler. Er spielte hauptsächlich in der Verteidigung.

## Leben
Mit drei Jahren zog die Familie nach Rotkreuz ZG in die Schweiz, wo er den größten Teil seiner Kindheit verbrachte. Nach der Schulzeit absolvierte er eine Lehre als Augenoptiker. Er arbeitete anschließend im Büro als Kaufmann, bevor er sich 2009 entschied, an die PH Luzern zu gehen und das Studium als Sekundarlehrer zu machen. Er beendete sein Studium 2016 und arbeitet jetzt als Sekundarschullehrer im Kanton Zürich.

## Karriere

### Als Spieler

#### Vereine
Nach den ersten Versuchen beim Küssnachter SC merkte er, dass nicht Eishockey seine Sportart ist, sondern das Unihockey. Weber startete seine Unihockeykarriere 1993 beim UHC Oberland 84. Nach einem erneuten Umzug zurück nach Rotkreuz setzte er seine Laufbahn bei den Astros Rotkreuz fort. Im Jahr 2000 wechselte er zum UHC Zugerland, wo er neun Jahre lang spielte und später auch als Juniorenobmann tätig war und von 2010 bis 2014 als Vizepräsident fungierte. Zur Saison 2009/10 wechselte er zurück zu Astros Rotkreuz. Ab 2010/11 spielte er bei den UHC Zuger Highlands, für welche er bis zu 2017 spielte. Mit seinem Wohnortwechsel nach Zürich schloss er sich der 2. Mannschaft von GC Unihockey an. Solange er noch kein Tor für GC Unihockey erzielt hat, wird er weiterspielen.

#### Nationalmannschaft
Da Sascha Weber in Kanada geboren wurde, besitzt er den kanadischen Pass. Für die kanadische Unihockey-Nationalmannschaft absolvierte er insgesamt 17 Spiele und nahm dabei in den Jahren 2008 bis 2012 an den Unihockey-Weltmeisterschaften teil.

### Als Betreuer

#### Vereine
Nach seinem Rücktritt beim UHC Zuger Highlands wechselte er in die Position des Trainers und betreute die Herren in der 1. Liga Grossfeld für zwei Saisons.

#### Nationalmannschaft
Nach der Beendigung seiner Spielerkarriere zog es Sascha Weber vor, das Team hinter Bande zu unterstützen und unterstützte die Nationalmannschaft an der WM 2016 in Riga sowie 2018 in Prag.